# Sparky Anderson
Sparky Anderson, właściwie George Lee Anderson (ur. 22 lutego 1934 w Bridgewater, zm. 4 listopada 2010 w Thousand Oaks) – amerykański baseballista, który występował na pozycji drugobazowego, menadżer klubów MLB. Trzykrotnie wygrał World Series i dwukrotnie wybierany był najlepszym menadżerem w lidze. W 2000 został uhonorowany członkostwem w Baseball Hall of Fame.

## Życiorys
Urodził się jako George Lee Anderson w Bridgewater (Południowa Dakota), jako syn Shirley i LeRoya Andersonów, malarza stodół i silosów. Jego ojciec kazał mu być miłym dla ludzi, rady, której chłopiec przestrzegał przez całe życie. Kiedy miał 8 lat, rodzina przeniosła się do Los Angeles i kupiła dom w pobliżu University of Southern California, gdzie George służył jako batboy (chłopiec, który jest zatrudniony do opiekowania się kijami podczas meczu baseballowego) przez 6 lat pod okiem legendarnego trenera Roda Dedeaux. Drużyna baseballowa George’a, Dorsey High School była potęgą, a w 1951 jego drużyna, American Legion, zdobyła mistrzostwo kraju.

## Kariera zawodnicza
Po ukończeniu szkoły średniej w 1953 otrzymał propozycję stypendium z Uniwersytetu Południowej Kalifornii, ale zdecydował się podpisać kontrakt z organizacją Brooklyn Dodgers. W latach 1953–1958 grał w klubach farmerskich tego zespołu, między innymi w Montreal Royals z poziomu Triple-A. W grudniu 1958 w ramach wymiany zawodników przeszedł do Philadelphia Phillies.
W MLB zadebiutował 10 kwietnia 1959 w meczu przeciwko Cincinnati Redlegs zaliczając RBI single w drugiej połowie ósmej zmiany, podwyższając prowadzenie Phillies na 2–0. W 1959 zagrał w 152 meczach, notując średnią 0,218. Przed rozpoczęciem sezonu 1960 został oddany do Toronto Maple Leafs z International League, w którym występował do 1963.

## Kariera menedżerska

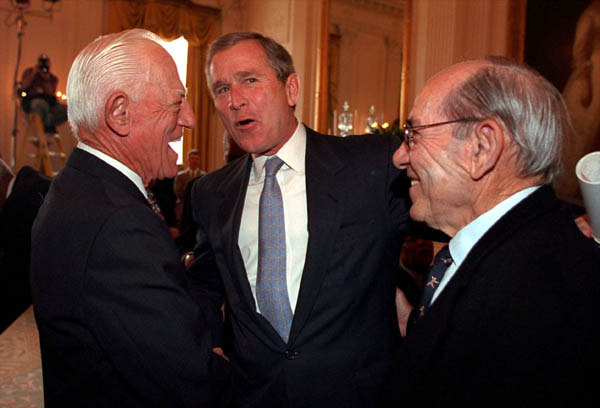
Saprky Anderson (z lewej), prezydent George W. Bush i Yogi Berra (z prawej) podczas wizyty w Białym Domu w marcu 2001.

### Minor League Baseball
W 1964 został menadżerem Toronto Maple Leafs, jednak po zakończeniu sezonu został zwolniony. W latach 1965–1967 prowadził zespoły farmerskie St. Louis Cardinals – Rock Hill Cardinals, St. Petersburg Cardinals i Modesto Reds. W 1968 był menadżerem Asheville Tourists, klubu farmerskiego Cincinnati Reds.

### Major League Baseball

#### Cincinnati Reds
9 października 1969 w wieku 35 lat został menadżerem Cincinnati Reds, zastępując na tym stanowisku Dave'a Bristola. Anderson był wówczas mało znanym szkoleniowcem, a artykuł w gazecie The Cincinnati Enquirer, opisujący jego zatrudnienie w klubie z MLB zatytułowano "Sparky Who?". Mimo to w pierwszym sezonie 1970, poprowadził Reds do 102 zwycięstw w sezonie zasadniczym i zwycięstwa w National League Championship Series, dwa lata później powtórzył osiągnięcie.
W sezonie 1975 Cincinnati Reds zanotowali najlepszy bilans w historii klubu (108–54) i w ALCS pokonali Pittsburgh Pirates. W World Series Reds zmierzyli się z Boston Red Sox wygrywając w siedmiu meczach. Rok później obronili tytuł mistrzowski po pokonaniu New York Yankees w czterech spotkaniach. W latach 1977 i 1978 Reds zajmowali drugie miejsce w NL West Division za Los Angeles Dodgers i w efekcie 28 listopada 1978 Anderson został zwolniony z funkcji menadżera zespołu.

#### Detroit Tigers
12 czerwca 1979 został menadżerem Detroit Tigers, po zwolnieniu Lesa Mossa. W 1984 poprowadził zespół do pierwszego od 1968 roku mistrzostwa; w World Series Tigers pokonali San Diego Padres w pięciu meczach. 15 kwietnia 1993 w meczu z Oakland Athletics odniósł 2000. zwycięstwo jako menadżer. 2 października 1995 zrezygnował z tej funkcji. W karierze menadżerskiej zanotował 2194 zwycięstwa co daje mu szóste miejsce w klasyfikacji wszech czasów.

## Późniejszy okres
W 2000 roku został wprowadzony do Baseball Hall of Fame. W 2005 zastrzeżono numer 10, z którym występował jako menadżer Cincinnati Reds. Zmarł 4 listopada 2010.
W 2011 zastrzeżono numer 11, który nosił będąc menadżerem Detroit Tigers.

## Statystyki menadżerskie
| Sezon              | Klub               | Liga               | Mecze | Zwycięstwa | Porażki | Proc. zw. i por. |
| ------------------ | ------------------ | ------------------ | ----- | ---------- | ------- | ---------------- |
| 1970–1978          | Cincinnati Reds    | NL                 | 1450  | 863        | 586     | 0,596            |
| 1979–1995          | Detroit Tigers     | AL                 | 2580  | 1331       | 1248    | 0,516            |
| Łącznie w karierze | Łącznie w karierze | Łącznie w karierze | 4030  | 2194       | 1834    | 0,545            |

## Nagrody i wyróżnienia
| Nagroda/wyróżnienie           | Lata             | Źródło             |
| 3× zwycięzca w World Series   | 1975, 1976, 1984 | [ 8 ] [ 9 ] [ 10 ] |
| 2× AL Manager of the Year     | 1984, 1986       | [ 2 ]              |
| Baseball Hall of Fame         | od 2000          | [ 12 ]             |
| # 10 zastrzeżony przez Reds   | 2005             | [ 13 ]             |
| # 11 zastrzeżony przez Tigers | 2011             | [ 15 ]             |